# Carroll Gartin

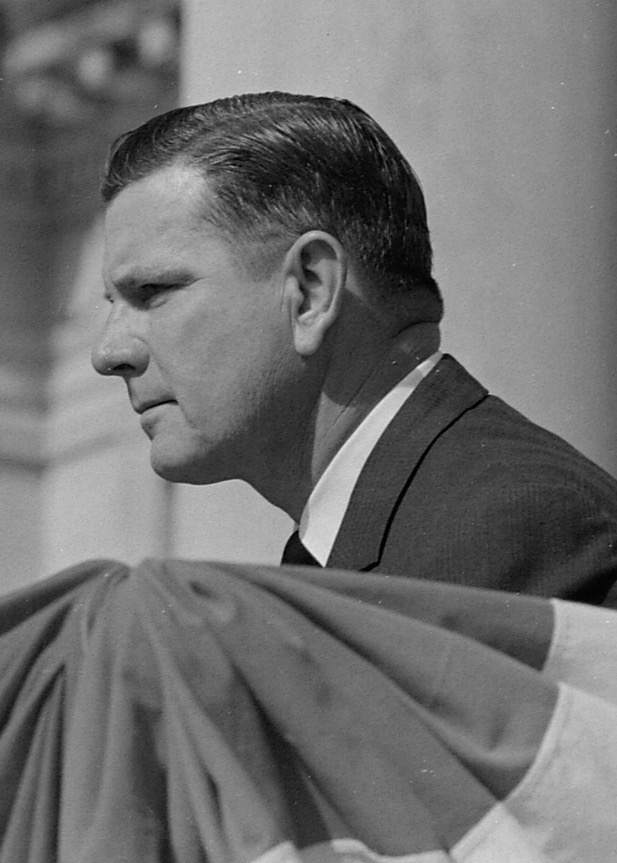
Carroll Gartin (1964)

Carroll Gartin (* 14. September 1913 in Meridian, Mississippi; † 19. Dezember 1966 in Laurel, Mississippi) war ein US-amerikanischer Politiker. Zwischen 1952 und 1960 sowie von 1964 bis 1966 war er Vizegouverneur des Bundesstaates Mississippi.

## Werdegang
Über die Jugend und Schulausbildung von Carroll Gartin ist nichts überliefert. Als Mitglied der Demokratischen Partei schlug er eine politische Laufbahn ein. Dabei galt er als strenger Anhänger der Rassentrennung. In den Jahren 1952 und 1956 nahm er als Delegierter an den Democratic National Conventions teil. 1953 kandidierte er erfolglos in den Vorwahlen seiner Partei für den US-Senat; 1959 scheiterte er ebenfalls in den Vorwahlen der Gouverneurswahl.
1951 wurde Gartin an der Seite von Hugh L. White zum Vizegouverneur von Mississippi gewählt. Dieses Amt bekleidete er zwischen 1952 und 1960. Dabei war er Stellvertreter des Gouverneurs und Vorsitzender des Staatssenats. Seit 1956 diente er unter dem neuen Gouverneur James P. Coleman. Im Jahr 1963 wurde Gartin erneut zum Vizegouverneur seines Staates gewählt. Dieses Amt bekleidete er unter Gouverneur Paul B. Johnson von 1964 bis zu seinem Tod am 19. Dezember 1966. Zu diesem Zeitpunkt hatte er bereits seine Kandidatur für die nächsten Gouverneurswahlen angekündigt, die er aber nicht mehr erlebte.